# Flottenapotheker
Der Flottenapotheker ist einer der Dienstgrade der Bundeswehr für Marineuniformträger. Gesetzliche Grundlage ist die Anordnung des Bundespräsidenten über die Dienstgradbezeichnungen und die Uniform der Soldaten und das Soldatengesetz.

## Dienstgradabzeichen
Das Dienstgradabzeichen für Flottenapotheker entspricht im Wesentlichen dem für Kapitäne zur See. Zur Unterscheidung der Flottenapotheker dienen Laufbahnabzeichen in Form eines Äskulapstabes. Die Schlange windet sich im Laufbahnabzeichen für Apotheker über einer Apothekerschale in doppelter Windung (um einen nicht dargestellten bzw. gedachten Stab).

## Sonstiges
Die Dienstgradbezeichnung ranggleicher Luftwaffen- und Heeresuniformträger lautet Oberstapotheker. Hinsichtlich Befehlsgewalt, Ernennung, Sold, den nach- und übergeordneten Dienstgraden, ganz ähnlich auch hinsichtlich der Dienststellungen sind Flottenapotheker und Oberstapotheker gleichgestellt. Beide Dienstgrade wurden mit der sechsten Anordnung des Bundespräsidenten über die Dienstgradbezeichnungen und die Uniform der Soldaten vom 5. Mai 1966 neu geschaffen.
| Offizierdienstgrad |                                                                                                |                                                                                     |
| Niedrigerer Dienstgrad |                                                                                                | Höherer Dienstgrad                                                                  |
| Oberstleutnant Fregattenkapitän Oberfeldarzt Oberfeldapotheker Oberfeldveterinär Flottillenarzt Flottillenapotheker             | Oberst Kapitän zur See Oberstarzt Oberstapotheker Oberstveterinär Flottenarzt Flottenapotheker | Brigadegeneral Flottillenadmiral Generalarzt Generalapotheker n.v. Admiralarzt n.v. |
| Dienstgradgruppe: Mannschaften – Unteroffiziere o.P. – Unteroffiziere m.P. – Leutnante – Hauptleute – Stabsoffiziere – Generale |                                                                                                |                                                                                     |